# Коржеуцы
Коржеуцы, Коржеуць (рум. Corjeuți) — село в Бричанском районе Молдовы. Относится к сёлам, не образующим коммуну.

## География
Село расположено на высоте 143 метра над уровнем моря.

## Население
По данным переписи населения 2004 года, в селе Коржеуць проживает 7570 человек (3724 мужчины, 3846 женщин).
Этнический состав села:
| Национальность | Число жителей | Процентный состав |
| -------------- | ------------- | ----------------- |
| молдаване      | 7437          | 98,24             |
| украинцы       | 66            | 0,87              |
| румыны         | 32            | 0,42              |
| русские        | 28            | 0,37              |
| прочие         | 7             | 0,09              |
| Всего          | 7570          | 100 %             |